# Sady Svatopluka Čecha (Praha)

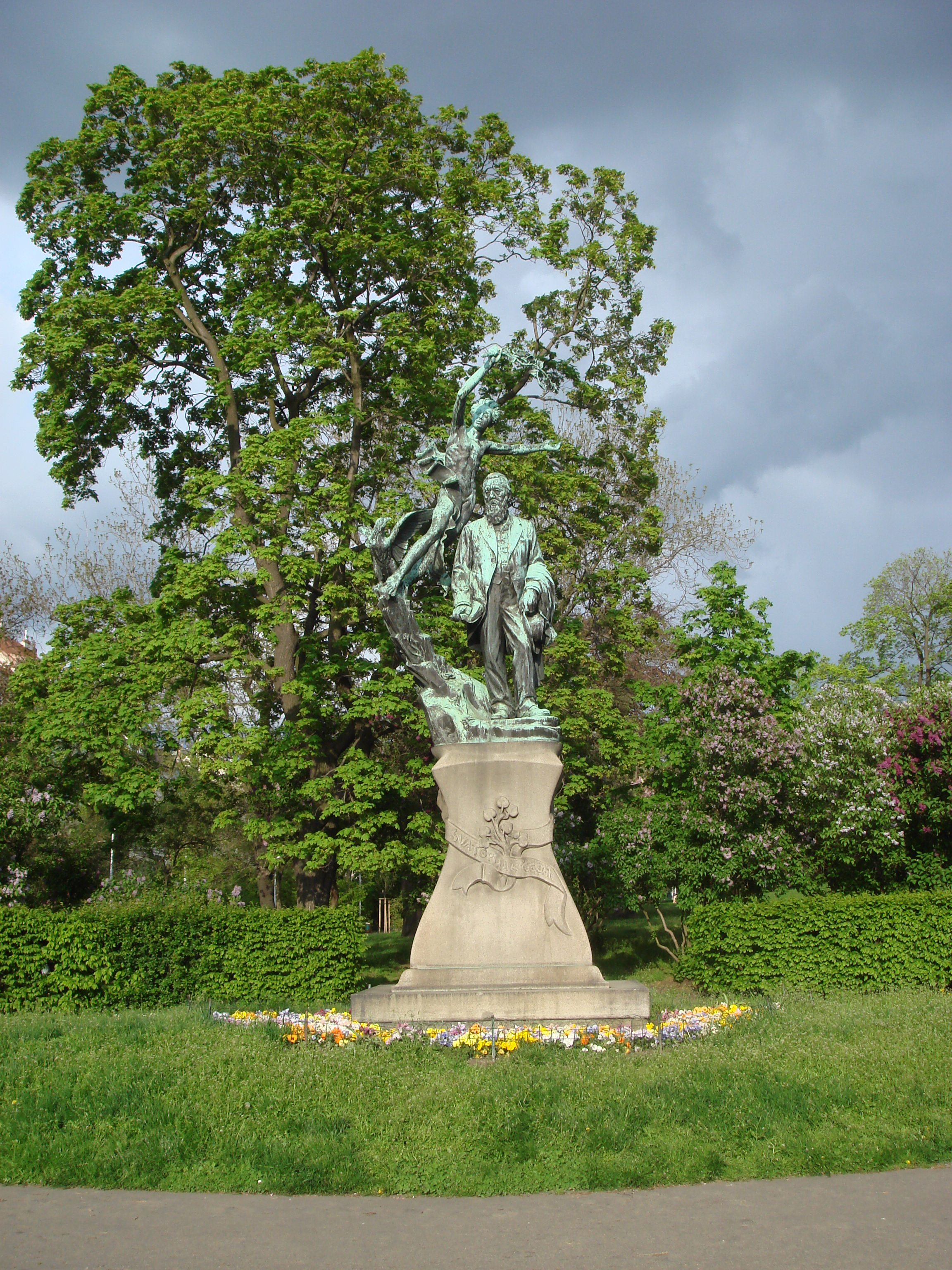
Socha Svatopluka Čecha

Sady Svatopluka Čecha je park s dětským hřištěm v oblasti pražských Vinohrad (městský obvod Praha 2) lemovaný ulicemi Vinohradská, Šumavská, Slezská a U Vodárny. Plocha sadů je 2,3 hektaru.
V jeho těsné blízkosti leží stanice metra a tramvají Jiřího z Poděbrad a Náměstí Míru (ta je vzdálena asi 450 m).

## Historie
Sady byly založeny roku 1893 v západní části tehdejšího dvora usedlosti Nigrinka. Půdorys parku téměř stejný, jako je dnes, byl poprvé zaznamenán již roku 1890 na plánu města Prahy pod názvem Růžové sady. Vznikly zřejmě podle návrhu architekta Františka Josefa Thomayera, nikde ale není skutečného záznamu o tom, kdo park skutečně vybudoval.
Jméno po Svatopluku Čechovi dostaly ještě za jeho života v roce 1903, od roku 1924 je v nich umístěn jeho bronzový pomník s kamenným podstavcem od Jana Štursy.
Za druhé světové války zde byla vyhloubena protipožární nádrž, ze které později vznikl zahradní bazén. Po válce byla oplocena terasa na východní straně (dnes dětské hřiště), čímž byla přerušena spojnice ulice Kladská – náměstí Jiřího z Poděbrad. Roku 1980 byla při stavbě metra zbudována v západní části parku větrací šachta. Vlivem této šachty došlo dle některých odborných studií ke stržení podzemních vod, čímž postupně docházelo k rychlému rozpadu stromoví a keřoví v celé nadmořské výšce 250 až 265 metrů.